# Азмур
Азмур — місто в Тунісі. Входить до складу вілаєту Набуль. Станом на 2004 рік тут проживало 5 001 особа.

## Відомі люди
- Наама — туніська співачка.